# گوندهایم
گوندهایم (به آلمانی: Gundheim) یک شهر در آلمان است که در آلزی-ورمز واقع شده‌است. گوندهایم ۹۵۰ نفر جمعیت دارد.